# Автошлях Т 0720
Автошля́х Т 0720 — автомобільний шлях територіального значення у Закарпатській області. Пролягає територією Міжгірського району через Міжгір'я — Синевир. Загальна довжина — 15,5 км.

## Маршрут
Автошлях проходить через Синевирський перевал, а також такі населені пункти:
| Автошлях Т 0720      |        |
| Закарпатська область |        |
| Міжгірський район    |        |
| Міжгір'я             | Р21    |
| Синевир              | Т 0724 |